# Ophrys vetula
Ophrys vetula là một loài thực vật có hoa trong họ Lan. Loài này được Risso mô tả khoa học đầu tiên năm 1844.

## Hình ảnh

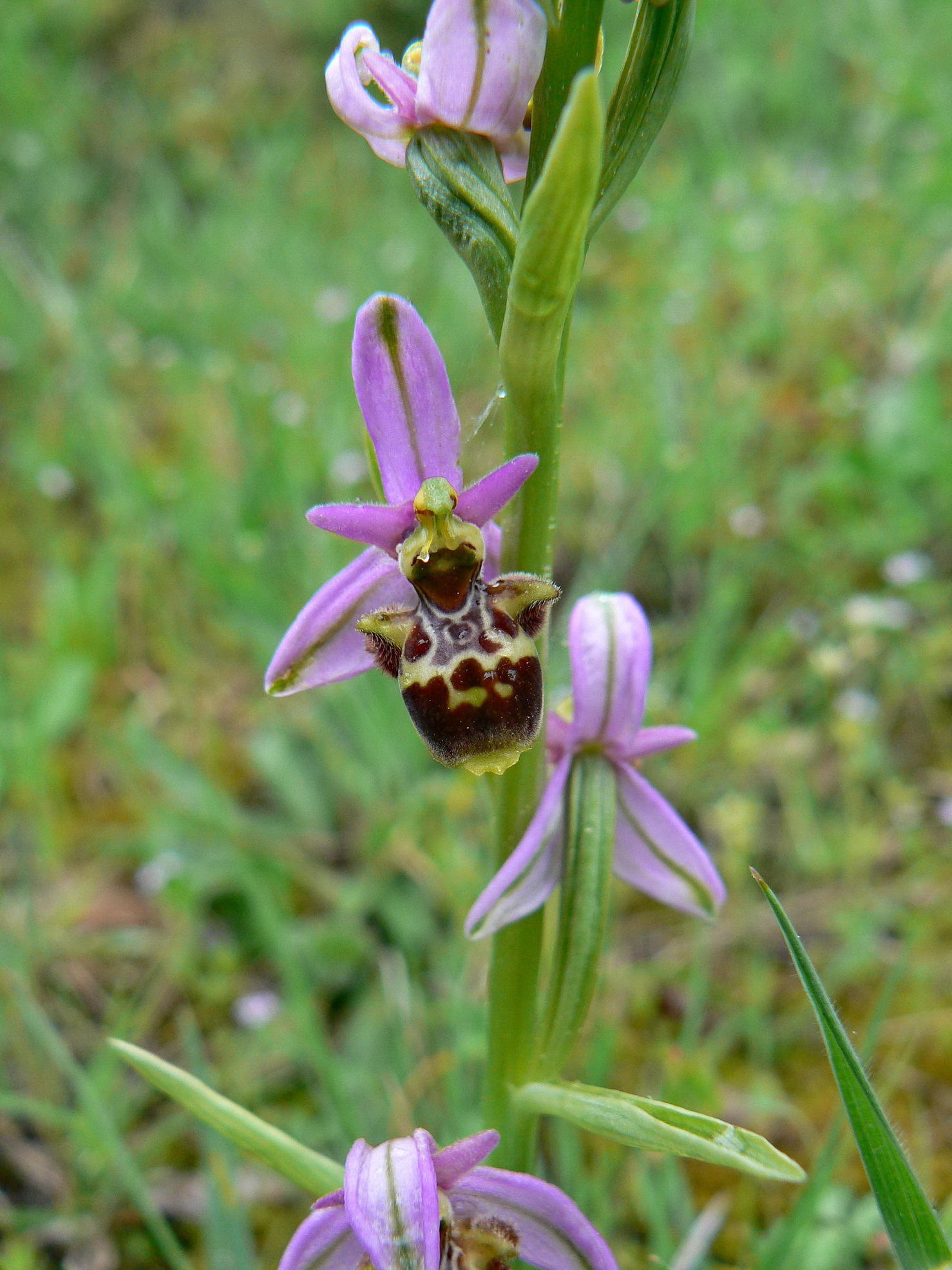
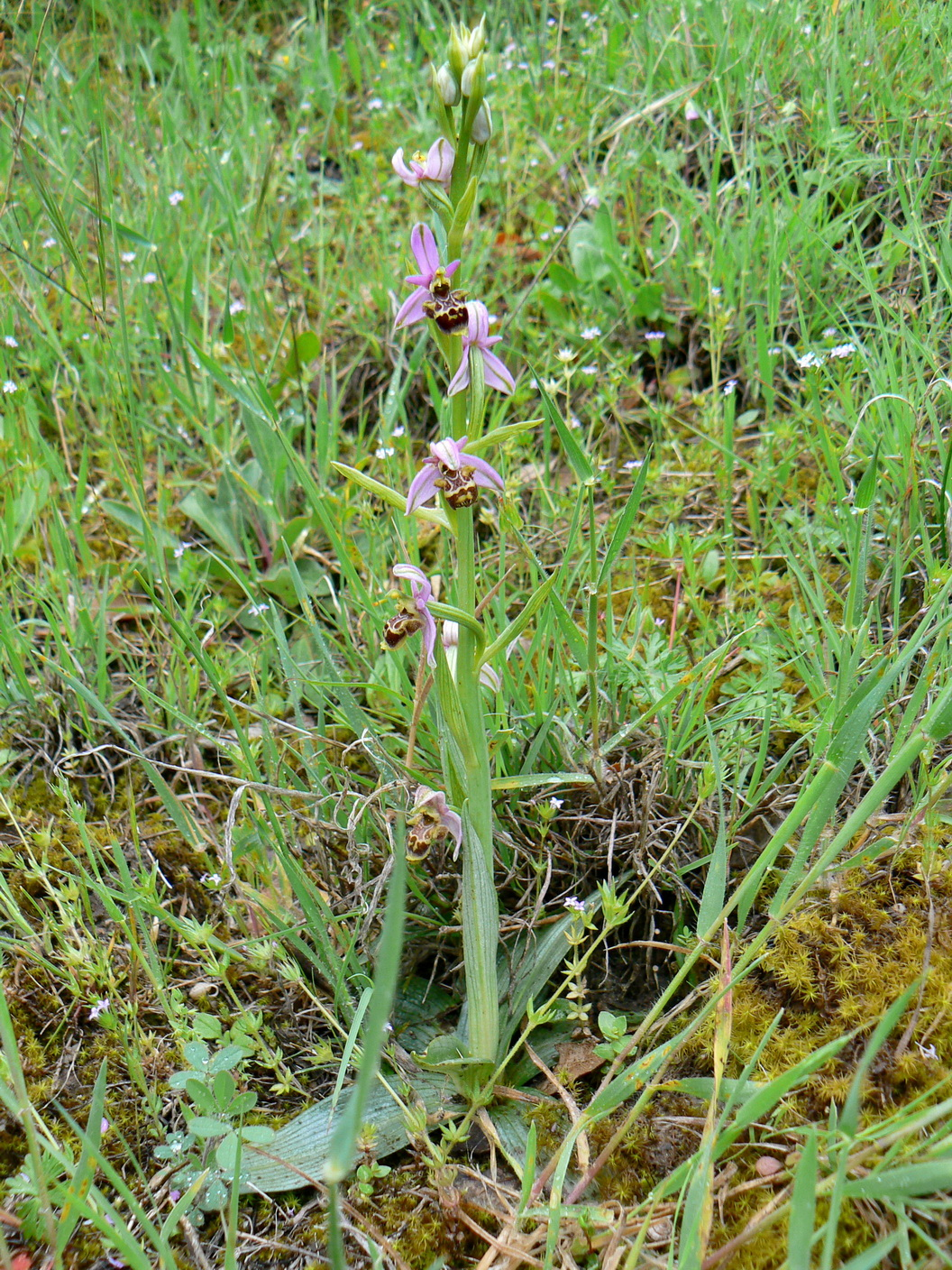